# Cixius cycla
Cixius cycla är en insektsart som beskrevs av Tsaur 1991. Cixius cycla ingår i släktet Cixius och familjen kilstritar. Inga underarter finns listade i Catalogue of Life.